# Erna Muser
Erna Muser, slovenska pesnica, prevajalka in publicistka, * 26. april 1912, Trst, † 15. julij 1991, Ljubljana.
Erna Muser je leta 1935 diplomirala iz slavistike na Filozofski fakulteti v Ljubljani. Bila je tajnica pri Jugoslovanski ženski zvezi in ilegalna upravnica revije Mlada pota. Poučevala pa je tudi kot domača učiteljica. V letih 1939 do 1941 je bila profesorica v Murski Soboti. Spomladi 1942 jo je kot aktivistko OF v Ljubljani aretirala okupatorska policija; iz beneških zaporov je bila izpuščena spomladi 1943, po kapitulaciji Italije pa jo je nemški okupator interniral v Ravensbrück in Neubrandenburg. Po koncu vojne je delala med drugim na ministrstvu za prosveto, ljubljanskem učiteljišču in Centralnem komiteju KPS.
Muserjeva je že kot gimnazijka sodelovala v glasilu Žar. Pisala je o socialnih, pedagoških in literarnih vprašanjih' predvsem o boju žensk za enakopravnost. Izbor njene poezije je izšel leta 1946 v zbirki Vstal bo vihar v kateri je izpovedala odločno borbenost sodobne žene, prikazovala  trpka doživetja iz taborišča in se vživljala v nežno otroško dušo. Prevajala je tekste iz nemščine, ter sestavila različne šolske in literarne oddaje za radio in televizijo.
Erna Muser je bila nosilka Partizanske spomenice 1941. 